# Isaiah Washington
Isaiah Washington (* 3. srpna 1963, Houston, Texas, USA) je americký herec a držitel cen NAACP Image Award a Screen Actors Guild. Mezi nejznámější role veterána četných filmů režiséra Spike Lee (filmy Hra se smrtí, Sex po telefonu) patří postava kardiochirurga Prestona Burka v televizním seriálu Chirurgové (Grey's Anatomy). Mezi další filmy v nichž hrál patří například Mrtví prezidenti, Zakázané ovoce či Romeo musí zemřít.
Byl příslušníkem United States Air Force a vystudoval Howard University. Je ženatý a má tři děti.

## Filmografie

### Film
| Rok  | Název                      | Role                   | Poznámky            |
| ---- | -------------------------- | ---------------------- | ------------------- |
| 1991 | The Color of Love          |                        |                     |
| 1991 | Land Where My Fathers Died | Malcolm                | krátkometrážní film |
| 1991 | Pouze obchod               | Hustler                |                     |
| 1994 | Crooklyn                   | Vic                    |                     |
| 1994 | Alma's Rainbow             | Miles                  |                     |
| 1995 | Stonewall                  | uniformovaný policista |                     |
| 1995 | Hra se smrtí               | Victor Dunham          |                     |
| 1995 | Mrtví prezidenti           | Andrew Curtis          |                     |
| 1996 | Sex po telefonu            | zloděj                 |                     |
| 1996 | Dlouhá jízda               | Kyle                   |                     |
| 1997 | Láska na druhý pohled      | Savon Garrison         |                     |
| 1998 | Mixing Nia                 | Lewis                  |                     |
| 1998 | Skandál!                   | Darnell                |                     |
| 1998 | Rituals                    | Wendal                 |                     |
| 1999 | Pravda zabíjí              | Frank Louis Beechum    |                     |
| 1999 | Zakázané ovoce             | Kenneth                |                     |
| 1999 | A Texas Funeral            | Walter                 |                     |
| 2000 | Veil                       | Bentley                |                     |
| 2000 | Romeo musí zemřít          | Mac                    |                     |
| 2000 | Kin                        | Stone                  |                     |
| 2001 | Krysy                      | Max                    |                     |
| 2001 | Lovec policajtů            | George Clark           |                     |
| 2001 | Sacred Is the Flesh        | Roland                 |                     |
| 2002 | Bombakšeft                 | Leon                   |                     |
| 2002 | Loď duchů                  | Greer                  |                     |
| 2003 | Detektivové z Hollywoodu   | Antoine Sartain        |                     |
| 2003 | Život jedné dívky          | Shane                  |                     |
| 2004 | Nebezpečné hry 2           | Terence Bridge         |                     |
| 2004 | Hněv duší                  | Todd                   |                     |
| 2004 | Švédská trojka 3           | Bernard 'Benny' Grier  |                     |
| 2005 | The Moguls                 | Homer                  |                     |
| 2008 | The Least of These         | otec Andre James       |                     |
| 2010 | Hurricane Season           | trenér Buddy Simmons   |                     |
| 2011 | Oblast Q                   | Thomas Matthews        |                     |
| 2012 | The Undershepherd          | L.C.                   |                     |
| 2013 | Blue Caprice               | John Muhammed          |                     |
| 2013 | Pravda je jen slovo        | Wilson George          |                     |
| 2013 | G for Sisters              | Vernell                |                     |
| 2013 | They Die by Dawn           | Ben Hodges             |                     |
| 2013 | Not 4 Sale                 | Sidney Poitier         | krátkometrážní film |
| 2013 | Doctor Bello               | Dr. Michael Durant     |                     |
| 2014 | Černý víkend               | Lance Rousseau         |                     |
| 2014 | Vice Versa                 | Dr. Jack               | krátkometrážní film |
| 2015 | The Sin Seer               | Grant Summit           |                     |
| 2017 | Dead Trigger               | Rockstock              |                     |
| —    | Cut Throat City            | Sinclair Stewart       |                     |
| —    | James the Second           | Dr. Ramesh             |                     |
| —    | Keys to the City           | August King            |                     |

### Televize
| Rok             | Název                               | Role                              | Poznámky                                           |
| --------------- | ----------------------------------- | --------------------------------- | -------------------------------------------------- |
| 1991            | Zákon a pořádek                     | Derek Hardy                       | díl: „Bez kontroly“                                |
| 1993            | Nebezpečně ozbrojen                 | Willie                            | HBO TV film                                        |
| 1994            | Zločin v ulicích                    | Lane Staley                       | díl: „Black and Blue“                              |
| 1994            | Lifestories: Families in Crisis     | O.G.                              | díl: „POWER-The Eddie Matos Story“                 |
| 1995            | Policie New York                    | Antonio Boston                    | díl: „E.R.“                                        |
| 1996            | Pan a paní Lovingovi                | Blue                              | ABC TV film                                        |
| 1996            | New York Undercover                 | Andre Morgan                      | 2 díly                                             |
| 1996            | Soul of the Game                    | dospělý Willie Mays               | HBO TV film                                        |
| 1996            | Living Single                       | Dr. Charles Roberts               | 3 díly                                             |
| 1997            | Každý den v akci                    | Rulon 'RuDog' Douglas             | díl: „Remote Control“                              |
| 1997            | Joe Torre: Curveballs Along the Way | Dwight Gooden                     | TV film                                            |
| 1998            | Vždy proti přesile                  | Wilfred                           | HBO TV film                                        |
| 1998            | Ally McBealová                      | Michael Rivers                    | 2 díly                                             |
| 2000            | Podzimní premiéra                   | George Washington                 | HBO TV film                                        |
| 2000            | Soul Food                           | Miles Jenkins                     | 3 díly                                             |
| 2001            | Dotek anděla                        | Reverend Davis                    | díl: „A Death in the Family“                       |
| 2001            | All My Children                     | policejní důstojník               | díl: „5 July 2001“                                 |
| 2005–2007, 2014 | Chirurgové                          | Dr. Preston Burke - kardiochirurg | hlavní role (1.–3. řada), host (10. řada), 62 dílů |
| 2008            | Uklízeč                             | Keith Bowen                       | díl: „The Eleventh Hour“                           |
| 2007            | Bionická žena                       | Antonio Pope                      | 5 dílů                                             |
| 2011            | Zákon a pořádek: Los Angeles        | Roland Davidson                   | díl: „Carthay Circle“                              |
| 2011            | Single Ladies                       | Noland                            | díl: „Confidence Games“                            |
| 2014–2018       | The 100                             | kancléř Jaha                      | 60 dílů                                            |
| 2016            | Léto snů                            | Gus                               | TV film                                            |
| 2017            | Spravedlnost v krvi                 | Travis Jackson                    | díl: „A Deep Blue Goodbye“                         |
| 2017            | Bull                                | Jules Caffrey                     | díl: „Bring It On“                                 |
| 2018            | Behind the Movement                 | E.D. Nixon                        | TV film                                            |
| 2019            | Tales                               | Malcolm                           | díl: „Brothers“                                    |

## Ocenění a nominace
| Rok  | Ocenění                    | Kategorie                                                  | Nominovaný za     | Výsledek  |
| ---- | -------------------------- | ---------------------------------------------------------- | ----------------- | --------- |
| 2002 | Image Awards               | nejlepší herec: TV film, minisérie nebo dramatický speciál | Podzimní premiéra | nominace  |
| 2006 | Gold Derby Awards          | nejlepší seriálové obsazení                                | Chirurgové        | nominace  |
| 2006 | Image Awards               | nejlepší seriálový herec: drama                            | Chirurgové        | vítězství |
| 2006 | Satellite Awards           | nejlepší seriálové obsazení                                | Chirurgové        | vítězství |
| 2006 | Screen Actors Guild Awards | nejlepší seriálové obsazení: drama                         | Chirurgové        | nominace  |
| 2007 | Gold Derby Awards          | nejlepší seriálové obsazení                                | Chirurgové        | nominace  |
| 2007 | Golden Nymph               | nejlepší seriálový herec: drama                            | Chirurgové        | nominace  |
| 2007 | Image Awards               | nejlepší seriálový herec: drama                            | Chirurgové        | vítězství |
| 2007 | Screen Actors Guild Awards | nejlepší seriálové obsazení: drama                         | Chirurgové        | vítězství |
| 2008 | Screen Actors Guild Awards | nejlepší seriálové obsazení: drama                         | Chirurgové        | nominace  |
| 2013 | Gotham Awards              | nejlepší filmový herec                                     | Blue Caprice      | nominace  |
| 2014 | Black Reel Awards          | nejlepší filmový herec                                     | Blue Caprice      | nominace  |